# Send It On (bài hát)
"Send It On" là ca khúc do Demi Lovato, Jonas Brothers, Miley Cyrus và Selena Gomez trình bày. Cả nhóm, với tên "Disney's Friends For Change" là thành viên của chương cùng tên về môi trường. Ca khúc do Adam Anders, Nikki Hassman và Peer Astrom sáng tác, họ cũng viết "Hoedown Throwdown" của Cyrus. Sáu nghệ sĩ tham gia với nhiều lời gửi gắm đã giúp bài hát tạo một thông điệp lớn về tầm quan trọng của việc thân thiện với môi trường. Chất liệu ballad trội hơn hẳn những đặc điểm của power pop và lời ca khúc mang một "thông điệp xanh".
Với thành công về mặt thương mại, nó đã đạt vị trí #20 trong lần xuất hiện đầu tiên trên Billboard Hot 100 cùng tuần với những ca khúc khác của Cyrus, Lovato và Gomez đang trên bảng xếp hạng và được phát trên Radio Disney.

## Video âm nhạc
Vào ngày 6 tháng 6 năm 2009, Demi Lovato đã được xác nhận tham gia trong video ca nhạc cho ca khúc, theo troang chính thức của cô trên Twitter. Video âm nhạc "Send It On" được phát lần đầu tiên trên Disney Channel vào ngày 14 tháng 8 năm 2009.

## Các bài hát
- Tải kĩ thuật số ở Mỹ[4]

1. "Send It On" - 3:26

- EP kĩ thuật số ở Mỹ[5]

1. "Send It On" - 3:26
2. "Send It On" (Music Video) - 3:25
3. "Join Disney's Friends for Change" (Video) - 0:45
4. "Register and Pledge" (Video) - 1:31

## Xếp hạng

Trái sang phải: Joe Jonas, Demi Lovato, Nick Jonas, Miley Cyrus, Selena Gomez và Kevin Jonas hát với microphone đứng trên sân khấu trong video âm nhạc "Send It On".

| Bảng xếp hạng (2009)   | Vị trí cao nhất |
| ---------------------- | --------------- |
| U.S. Billboard Hot 100 | 20              |

## Phát hành
| Vùng   | Ngày                | Định dạng        |
| ------ | ------------------- | ---------------- |
| Hoa Kỳ | 7 tháng 8 năm 2009  | Radio            |
| Hoa Kỳ | 11 tháng 8 năm 2009 | Download nhạc số |